# Paul Linden
Paul Frederick Linden (* 29. Januar 1947) ist ein britischer Mathematiker und Strömungsmechaniker.

## Leben
Paul Linden studierte an der University of Cambridge und wurde 1972 mit einer Arbeit auf dem Gebiet der Strömungsmechanik The Effect of Turbulence and Shear on Salt Fingers promoviert. Anschließend war er bis 1976 Postdoktorand am Department of Applied Mathematics and Theoretical Physics (DAMTP) der University of Cambridge. Von 1976 bis 1998 war er verschiedenen Positionen an dieser Universität tätig. 1998 wechselte an die University of California in San Diego, wo er bis 2010 Blasker Professor of Environmental Science and Engineering war. Seit 2010 ist er dort Professor emeritus. Im gleichen Jahr kehrte er an die University of Cambridge zurück, wo er seit 2014 Forschungsdirektor (Director of Research) am DAMTP ist.
Linden ist international anerkannt für seine theoretischen und experimentellen Arbeiten zur Fluiddynamik, speziell für seine Einführung innovativer Konzepte zum Verständnis von komplexen Phänomenen in der Meteorologie und Ozeanographie (Klimawandel) sowie für seine Beiträge auf den Gebieten Umweltforschung und der Anwendung strömungsmechanischer Methoden in der Industrie, so im Bauwesen. Beispielsweise untersucht seine Forschungsgruppe die Strömungsverhältnisse in Niedrigenergiehäusern.
1982 wurde er Fellow der Royal Meteorological Society. 2007 wurde er zum Fellow der Royal Society gewählt. 2013 nahm ihn die Academia Europaea als ordentliches Mitglied auf. 2003 wurde er Fellow der American Physical Society.